# 锡利拉波特里
锡利拉波特里（法語：Silly-la-Poterie，法語發音：[sili la pɔtʁi]）是法国上法蘭西大區埃纳省的一个市镇，属于蒂耶里堡区。

## 地理
锡利拉波特里（49°11'50"N, 3°8'50"E）面积2.31 平方千米，位于法国上法蘭西大區埃纳省，该省份为法国北部内陆省份，北起北部省，西接索姆省和瓦兹省，东临阿登省和马恩省，西南至塞纳-马恩省，东北部与比利时接壤。
与锡利拉波特里接壤的市镇（或旧市镇、城区）包括：法沃罗勒、米隆堡、瓦卢瓦地区瓦尼、特罗埃讷。

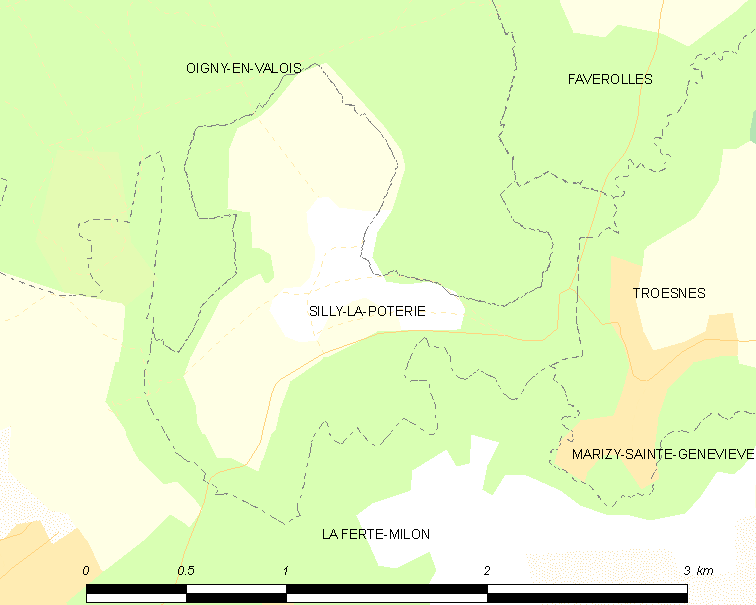
锡利拉波特里的OSM定位图

锡利拉波特里的时区为UTC+01:00、UTC+02:00（夏令时）。

## 行政
锡利拉波特里的邮政编码为02460，INSEE市镇编码为02718。

## 政治
锡利拉波特里所属的省级选区为维莱科特雷县。

## 人口

1962-2008年间锡利拉波特里人口变化图示

锡利拉波特里于2022年1月1日时的人口数量为114人。